# Samuel Alexander von Manstein
Samuel Alexander von Manstein (* 14. Oktober 1773 auf Schippenbeil; † 2. März 1851 in Königsberg) war ein preußischer Generalmajor.

## Leben

### Herkunft
Seine Eltern waren Georg Christoph von Manstein (* 26. April 1743; † 29. Oktober 1790) und dessen Ehefrau Justine Friederike, geborene von Manstein (* 11. November 1745; † 26. August 1809). Sein Vater war preußischer Major und Kommandant der Festung Memel.

### Leben
Manstein besuchte die Kadettenhäuser in Kulm und Berlin. Am 31. August 1789 wurde er als Gefreitenkorporal im Dragonerregiment „von Brausen“ der Preußischen Armee angestellt und avancierte bis August 1793 zum Sekondeleutnant. 1794 nahm Manstein während des Feldzuges in Polen an den Kämpfen bei Gravici und Piontken teil und wurde für Gefecht bei Rajgrod belobigt.
Am 14. März 1801 wurde er Premierleutnant, am 2. September 1803 Stabskapitän sowie am 10. Januar 1805 Kapitän. Während des Vierten Koalitionskrieges wurde er in das Depot des Regiments versetzt. 
Nach dem Frieden von Tilsit wurde Manstein am 30. Dezember 1807 Rittmeister und Eskadronchef im Ostpreußischen Kürassier-Regiment (Nr. 3). Am 12. Dezember 1809 stieg er zum Chef der Leibeskadron auf und wurde in dieser Stellung am 13. August 1812 Major. Während der Befreiungskriege kämpfte er in den Schlachten bei Großgörschen, Dresden, Kulm, Leipzig, Montmirail, La Fere-Champenoise, Paris. Außerdem nahm Manstein an der Belagerung von Luxemburg sowie den Gefechten bei Etoges und Claye teil. Für Großgörschen wurde er mit dem Eisernen Kreuz II. Klasse und für Leipzig mit dem Kreuz I. Klasse ausgezeichnet. Manstein trug mit seinem Regiment und seiner Unerschrockenheit entscheidend zum großen Kavalleriegefecht am 14. Oktober 1813 bei. Dabei wurde er im Säbelkampf mit dem feindlichen Anführer schwer verletzt. Im Jahr darauf wurde er nochmals bei Montmirail verwundet.
Am 17. März 1815 erhielt er den Orden des Heiligen Wladimir IV. Klasse und am 2. Oktober 1815 die Beförderung zum Oberstleutnant. Am 18. September 1816 wurde Manstein zum Regimentskommandeur ernannt und in dieser Stellung am 30. März 1819 mit Patent vom 15. April 1819 zum Oberst befördert. Im Jahr 1825 bekam er das Dienstkreuz. Am 26. März 1831 wurde er mit dem Charakter als Generalmajor und einer Pension von 1750 Talern in den Ruhestand versetzt. Am 30. November 1833 erhielt er noch den Orden des Heiligen Wladimir III. Klasse. Manstein starb am 2. März 1851 in Königsberg an der Grippe.
In seiner Beurteilung im Jahr 1819 schrieb der General von Wrangel: „Eine unermüdete Tätigkeit und ein sehr lebhafter Diensteifer, verbunden mit sehr richtigen praktischen Dienstkenntnissen, sind die Eigenschaften dieses ausgezeichneten Regimentskommandeurs. Er erhält das Regiment in der Schönsten Ordnung und zweckmäßigen Ausbildung und eignet sich ganz zu diesem Kommando.“

### Familie
Manstein heiratete am 21. Februar 1801 in Königsberg Henriette Maria von Manstein (* 27. April 1782), die Tochter eines Hauptmanns. Die Ehe wurde 1806 geschieden, aber das Paar heiratete 1810 erneut und wurde am 2. Mai 1812 erneut geschieden. Am 7. Juni 1815 heiratete Manstein in Landsberg an der Warthe Wilhelmine Minette von Düsterloh (* 21. Februar 1796; † 17. März 1872), die Tochter des Majors Reinhold Friedrich von Düsterloh. Sie starb als Stiftsdame bei ihrer Schwester in Zehdenick.